# Nematoctonus leptosporus
Nematoctonus leptosporus är en svampart som beskrevs av Drechsler 1943. Nematoctonus leptosporus ingår i släktet Nematoctonus och familjen musslingar.   Inga underarter finns listade i Catalogue of Life.